# 韩佐镇
韩佐镇，原为韩佐乡，是中华人民共和国甘肃省武威市凉州区下辖的一个乡镇级行政单位。2018年3月撤乡设镇。区划代码改为620602135。

## 行政区划
韩佐镇下辖以下地区：
高坝村、阳畦村、红花村、韩佐村、头畦村、二畦村和禅术村。